# Libnotes dispar
Libnotes dispar är en tvåvingeart som först beskrevs av Lindner 1958.  Libnotes dispar ingår i släktet Libnotes och familjen småharkrankar.
Artens utbredningsområde är Tanzania. Inga underarter finns listade i Catalogue of Life.